# Chemin de fer du Haut Forez
Le Chemin de fer du Haut Forez (CFHF), est un chemin de fer touristique, géré par une association à but non lucratif, qui fait circuler des trains sur les 40 km de l'ancienne ligne, à voie normale, entre Estivareilles (Loire) et La Chaise-Dieu (Haute-Loire), en traversant le parc naturel régional Livradois-Forez.

## Offre touristique
Le Chemin de fer du Haut Forez propose toute l'année des trains à thèmes.
 Chemin de fer du Haut Forez sur OpenStreetMap.

## Histoire
La ligne touristique actuelle est un tronçon de la ligne Bonson - Sembadel, projet qui se trouve au centre d'un carrefour d'intérêts qui vont prolonger sa gestation pendant 46 ans.
La ligne de Bonson à Sembadel est au centre de longues négociations dès 1855, entre notamment La « Compagnie du Grand Central » qui veut établir une ligne entre Lyon et Clermont-Ferrand dans le cadre d'une grande transversale de Genève à Lyon et Bordeaux par le chemin le plus court, et la Chambre de commerce de Saint-Étienne qui, pour des besoins locaux, cherche des liens vers des sources de denrées alimentaires pour le bassin stéphanois. Plusieurs projets sont envisagés, et le choix se porte sur une autre ligne. 
En 1870 le projet revient d'actualité et le 24 septembre 1870 le tronçon de Bonson à Saint-Bonnet est concédé à « MM. Bessay et Cie », il est ensuite adjugé à la « Banque Parisienne », c'est finalement la « compagnie de la Loire et de la Haute-Loire » qui l'ouvre en 1873.

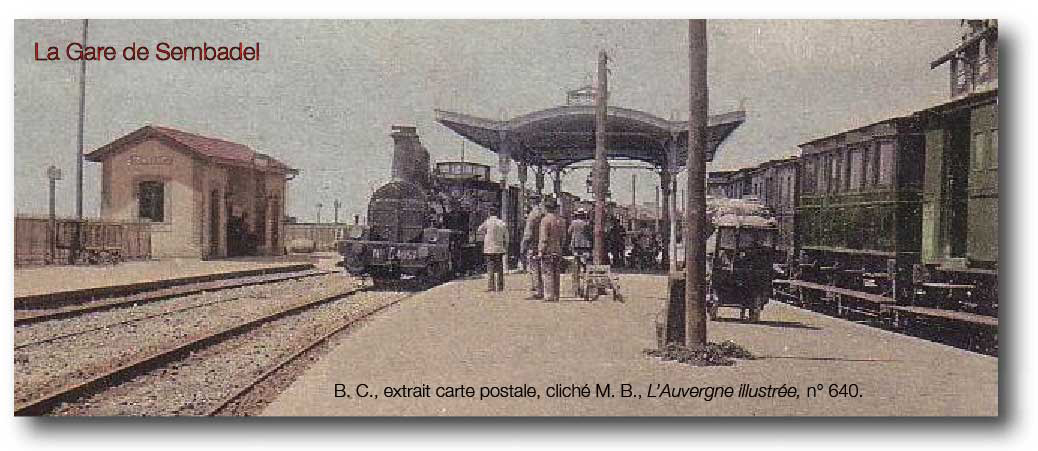
Gare de Sembadel

Pour la suite, il faut attendre le plan Freycinet pour qu'il y ait à nouveau d'importantes négociations autour des différents projets. Aux deux protagonistes précédents, on peut notamment ajouter l'État et le Conseil général de la Loire. Finalement le 22 juillet 1882, est déclarée d'utilité publique, dans le cadre du Grand Transversal, la section de Montrond par Bonson et Saint-Bonnet à Massiac par Sembadel. L'État reprend la ligne Saint-Bonnet à Bonson, à la « compagnie de la Loire et de la Haute-Loire » et c'est le PLM qui s'en voit confier l'exploitation. 

Le tronçon de Saint-Bonnet à Craponne est ouvert en 1897 et celui de Craponne à Sembadel en 1903, le Grand Central ne sera pas relié, les tronçons Bonson Montrond et Sembadel Massiac restant dans les cartons. 

« La ligne de Bonson à Sembadel est un tronçon du Grand Transversal, sur le papier seulement ; dans la réalité elle n'a été construite que sous l'impulsion des intérêts locaux. Tout son trafic, après Bonson, est fatalement détourné vers Saint-Étienne. »

— J. B. Robert
La ligne est fermée à tout trafic dans les années 1980, la voie ferrée d'Estivareilles à Sembadel est longue de 36 km.
La ligne est à nouveau exploitée depuis 2006 par le Chemin de fer du Haut Forez.

## Matériel préservé
Le Chemin de fer du Haut Forez possède :
- 3 locotracteurs
  - BB 63 705 Brissonneau et Lotz
  - Decauville
  - Moyse,
- 2 draisines (DU50 et DU65)
- 4 autorails
  - X 4001,
  - X 2807,
  - X 2709,
  - X 2425